# Morti nel 1446
| Questa pagina contiene informazioni ricavate automaticamente dalle voci biografiche con l'ausilio del template Bio e di un bot. L'aggiornamento è periodico e automatico e ricostruisce completamente la pagina. Se manca una persona in questa lista, sei pregato di non aggiungerla, ma accertati piuttosto che la sua voce biografica contenga il template Bio e che i dati anagrafici siano correttamente compilati. Se il template Bio manca, inseriscilo tu stesso o, in alternativa, metti l'avviso {{tmp\|Bio}} che ne segnala la mancanza. Se i dati riportati sono sbagliati, correggi direttamente la voce biografica; le modifiche saranno visibili in questa lista entro pochi giorni. Per chiarimenti vedi il progetto biografie. La lista contiene solo le 22 persone che sono citate nell'enciclopedia e per le quali è stato implementato correttamente il template Bio. Pagina aggiornata al 2 mag 2025. |

- 2 febbraio - Vittorino da Feltre, umanista e educatore italiano
- 24 marzo - Tommaso Tommasini, vescovo cattolico italiano
- 6 aprile - Pesello, pittore italiano (n. 1367)
- 15 aprile - Filippo Brunelleschi, architetto, ingegnere e scultore italiano (n. 1377)
- 9 maggio - Maria d'Enghien, sovrana italiana (n. 1367)
- 11 giugno - Henry de Beauchamp, I duca di Warwick, conte (n. 1425)
- 13 luglio - Caterina di Valois, nobile (n. 1428)
- 17 luglio - Giberto II Pio, politico e condottiero italiano
- 24 luglio - Giovanni Tavelli, vescovo cattolico italiano (n. 1386)
- 21 dicembre - Luigi I di Borbone-Vendôme, conte (n. 1376)
- 28 dicembre - Clemente VIII, vescovo cattolico spagnolo
- 31 dicembre - Lordino di Saligny, nobile e condottiero francese
- Alessandro I di Georgia, sovrano (n. 1386)
- Vakhtang IV di Georgia, re (n. 1413)
- Deva Raya II, imperatore indiano
- Taliano Furlano, militare italiano
- Leonardo Giustinian, politico e umanista italiano (n. 1388)
- Jean di Prangins, arcivescovo cattolico svizzero
- Ottone IV di Brunswick-Lüneburg, nobile
- Agnolo Pandolfini, politico italiano (n. 1360)
- Francesco Prelati, presbitero e alchimista italiano
- Nuno Tristão, esploratore portoghese